# 云居道院遗址
31°24′44″N 120°04′51″E / 31.41228°N 120.08071°E
云居道院遗址，位于中华人民共和国江苏省无锡市滨湖区马山街道西村，是一处古建筑遗址、无锡市文物保护单位。

## 特点
云居道院遗址相传为葛玄弟子郑隐的炼丹房。葛玄从孙葛洪跟从郑隐在此修行。现存古并一口洗心池碑残石一块，为当地道教文化遗址。2003年，无锡市人民政府公布其为无锡市文物保护单位。